# Plješevica
Plješevica (kroatisk også Lička Plješivica) er en bjergkæde i De dinariske Alper, på grænsen mellem Kroatien og Bosnien-Hercegovina. Højeste punkt er Ozeblin på 1.657 moh. i den sydlige del af bjergene. Det er også det fjerde højeste bjerg i Kroatien. Det højeste punkt i den nordlige del er Gola Plješevica på 1.649 moh. med udsigt over den bosniske by Bihać.
Plješevica er en del af De dinariske Alper, og strækker sig fra Plitvicesøerne og Mala Kapela-bjergene i nord omkring 40 kilometer i sydlig retning til de møder Velebit-bjergene ved landsbyen Gračac. I den nordlige del går grænsen mellem de to lande langs bjergenes hovedkam. På en del af den vestlige, kroatiske side af bjergene ligger karstsletten Krbava, på østsiden dalen til den bosniske flod Una.